# Baby U
「Baby U」（ベイビーユー）は、2022年12月14日に発売された風男塾の31stシングル。

## 概要
メンバーは、柚希関汰、英城凛空、葉崎アラン、天堂太陽、胡桃沢鼓太郎、凰紫丈源、赤星良宗。

カップリング曲に勝つんだ!のpunk verを収録。

## 収録曲
テイチクレコード公式サイト内の紹介ページによる。

### 初回限定盤A
［CD］
1. Baby U
  - 作詞：藤原優樹（SUPA LOVE）　/ 作曲・編曲：Uio（SUPA LOVE）
2. 勝つんだ!（punk ver.）
  - 作詞・作曲：はなわ　/ 編曲：高慶 "CO-K" 卓史

［DVD］
「Baby U」MUSIC VIDEO

「Baby U」MUSIC VIDEO メイキング映像

### 初回限定盤B
［CD］
1. Baby U
2. 勝つんだ!（punk ver.）

［DVD］
「第二の故郷マイホームタウン東京の一押しの景色はここだ!」

### 通常盤
［CD］
1. Baby U
2. 勝つんだ!（punk ver.）
3. Jellyfish
  - 作詞：藤原優樹（SUPA LOVE）　/ 作曲・編曲：Uio（SUPA LOVE）
4. Baby U（Instrumental）
5. 勝つんだ!（punk ver.）（Instrumental）
6. Jellyfish（Instrumental）